# Puccinia urticae
Puccinia urticae är en svampart som beskrevs av Barclay 1889. Puccinia urticae ingår i släktet Puccinia och familjen Pucciniaceae.   Inga underarter finns listade i Catalogue of Life.